# Zaricine, Putîvl
Zaricine (în ucraineană Зарічне) este localitatea de reședință a comunei Okteabrske din raionul Putîvl, regiunea Sumî, Ucraina.

## Demografie
Componența lingvistică a localității Zaricine
     Ucraineană (94,1%)
     Rusă (5,9%)
Conform recensământului din 2001, majoritatea populației localității Zaricine era vorbitoare de ucraineană (94,1%), existând în minoritate și vorbitori de rusă (5,9%).